# سبيكة بنت إبراهيم آل خليفة
سبيكة بنت إبراهيم آل خليفة (ولدت في المحرق عام 1948)، هي زوجة الملك حمد بن عيسى آل خليفة ملك مملكة البحرين والسيدة الأولى، تشغل منصب رئيسة المجلس الأعلى للمرأة منذ 22 أغسطس 2001. ترأست منظمة المرأة العربية في الفترة من 2005 إلى 2007.

## حياتها
ولدت الشيخة سبيكة في [[المحرق تبارك الرحمن
(مدينة)|المحرق]] بالبحرين عام 1948 في قصر جدها لأبيها الشيخ محمد بن عيسى بن علي آل خليفة. لوالديها الشيخ إبراهيم بن محمد آل خليفة والشيخة فاطمة بنت سلمان آل خليفة. نشأت في الرفاع مع جدها لأمها سلمان بن حمد آل خليفة، الذي كان حاكم البحرين بين عامي 1941 و 1960. درست في المدارس البحرينية، وحضرت دورات متخصصة في المملكة المتحدة والجمهورية الفرنسية.

## حياتها الأسرية
والدتها هي الشيخة فاطمة بنت سلمان بن حمد آل خليفة. في أكتوبر من عام 1968 تزوجت من ابن خالها الملك حمد بن عيسى آل خليفة ملك مملكة البحرين وأنجبا ثلاثة من البنين وابنة واحدة وهم:
- الأمير سلمان بن حمد ال خليفة ولي العهد رئيس مجلس وزراء
- الشيخ عبد الله بن حمد آل خليفة، الممثل الشخصي للملك ورئيس المجلس الأعلى للبيئة
- الشيخ خليفة بن حمد آل خليفة
- الشيخة نجلاء بنت حمد آل خليفة